# Xã West Union, Quận Todd, Minnesota
Xã West Union (tiếng Anh: West Union Township) là một xã thuộc quận Todd, tiểu bang Minnesota, Hoa Kỳ. Năm 2010, dân số của xã này là 268 người.